# DRAM-Preisabsprache-Skandal

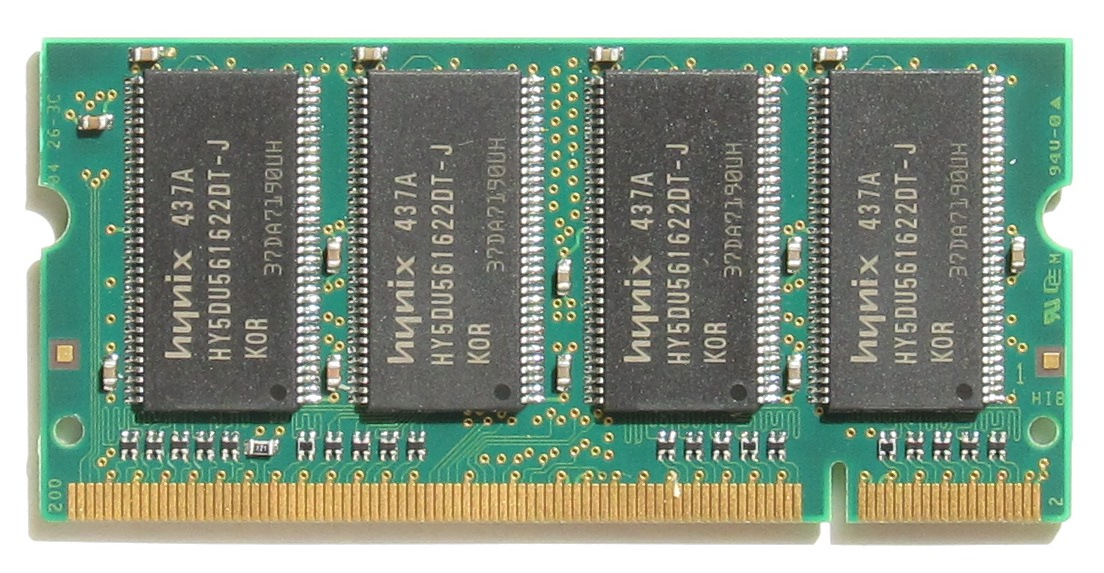
DRAM SO-DIMM

Bei dem DRAM-Preisabsprache-Skandal wurden ab dem Jahr 2002 in den USA unter dem Sherman Antitrust Act DRAM Chip-Hersteller wie Infineon (Bußgeld: 131 Millionen Euro) und andere Hersteller wegen illegaler Preisabsprachen zu hohen Strafzahlungen verurteilt. Geklagt haben die Computerhersteller wie Dell, Hewlett-Packard, IBM und Gateway.
Zum Kartell gehörten nebst Infineon, die Firmen Micron, Samsung, Hynix, NEC, Hitachi, Mitsubishi, Toshiba, Elpida und Nanya. Das Kartell war aktiv in den Jahren 1998–2002. Infineon bekannte sich schuldig.
Ebenfalls hat die EU 2010 (Fall: AT.38511 DRAMS) eine Kartellstrafe (Bußgeld gesamt: 331 Millionen Euro) gegen das Kartell verhängt. Micron ging als Kronzeuge straffrei aus. Die Höchststrafe erhielten Samsung mit 145,7 Millionen Euro gefolgt von Infineon mit 56,7 Millionen Euro.

## Preissprünge 2016–2018
2017 verzeichnete DRAM einen Preisanstieg von 47 Prozent pro Bit, den größten Anstieg seit 30 Jahren. Die Umsätze mit DRAM wuchsen auf über 76 % im Jahresvergleich. Die amerikanische Anwaltskanzlei Hagens Berman reichte 2018 eine Sammelklage gegen die Unternehmen Micron, Samsung und Hynix ein.